# Marvin Hart
Marvin Hart (Fern Creek, 16 de setembro de 1876 - Fern Creek, 17 de setembro de 1931) foi um pugilista americano, campeão mundial dos pesos-pesados entre 1905 e 1906.

## Biografia
Marvin Hart começou sua carreira em 1899, aos 23 anos de idade, e rapidamente se tornou um imponente lutador nas arenas de Louisville, no Kentucky. Porém, em 1901, uma derrota por nocaute no 1º assalto, para um inexpressível William Bill Hanrahan, pôs em dúvida o seu verdadeiro potencial.
Buscando recuperar sua imagem manchada, Hart tentou fazer seu nome nos grandes centros, tais como Chicago, Filadélfia e Boston. Porém, diante de oponentes como Jack Root, George Gardner e Joe Choynski, Hart não conseguiu se impor.
Entretanto, em 1905, uma vitória contra o promissor Jack Johnson, que mais tarde viria a se tornar campeão dos pesos-pesados, acabou lhe rendendo a atenção dos jornais e demais lutadores.
Então, meses após sua vitória sobre Johnson, Hart foi um dos indicados pelo ex-campeão James Jeffries, para a disputa do título vago dos pesos-pesados. Seu adversário seria Jack Root, para quem Hart já havia perdido uma luta anteriormente.
Lutando contra um boxeador bem mais experiente e que já o havia derrotado em outra ocasião, Hart era considerado o grande azarão desse embate. As expectativas de todos quase se confirmaram no 7º assalto, quando Hart sofreu uma queda, porém, de maneira surpreendente, Hart recuperou-se e no 12º assalto pôs Root na lona.
Após ter se tornado campeão mundial dos pesos-pesados, Hart perdeu seu cinturão na primeira oportunidade em que colocou-o em disputa, em um luta contra o canadense Tommy Burns.
Deixou os ringues em 1910, após sucessivas derrotas. Faleceu em 1931, um dia após ter completado 55 anos.